# Paraglyphesis
Paraglyphesis es un género de arañas araneomorfas de la familia Linyphiidae. Se encuentra en la Rusia asiática.

## Lista de especies
Según The World Spider Catalog 12.0:
- Paraglyphesis lasiargoides Eskov, 1991
- Paraglyphesis monticola Eskov, 1991
- Paraglyphesis polaris Eskov, 1991